# Theaterabonnement

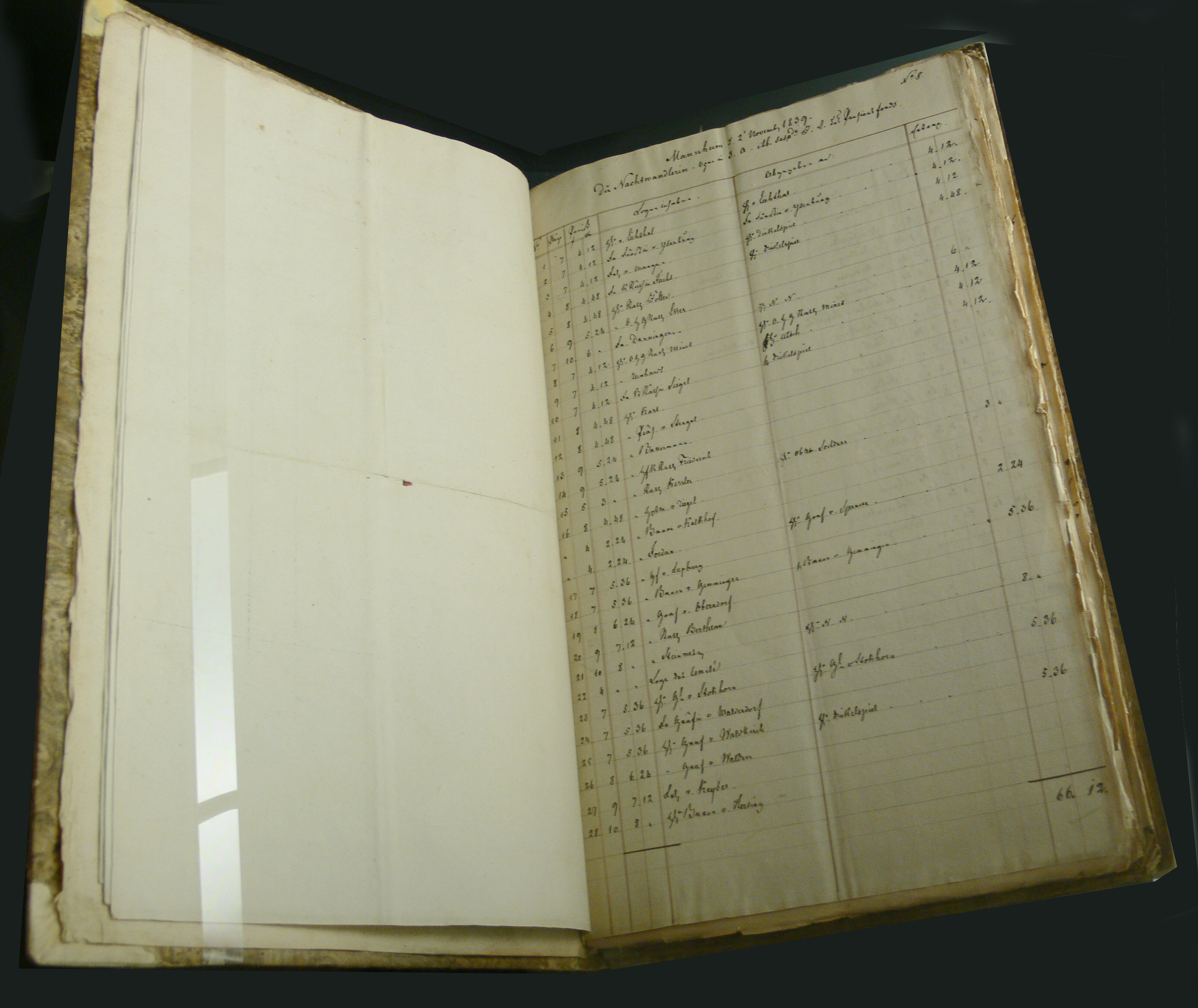
Abonnentenbuch des Mannheimer Nationaltheaters, 1839

Das Theaterabonnement (auch: Theateranrecht, Theaterring) ist ein Kombinationsangebot eines oder mehrerer Theater, bei welcher der Eintritt für mehrere Vorstellungen im Block zu vergünstigten Preisen erworben werden kann. Theaterabonnements werden häufig spezifisch für bestimmte Zielgruppen angeboten, beispielsweise als Jugendabo, Premieren-Abo oder als Musiktheater-Abo. Oder es wird ein Programm zusammengestellt für Besucher, die regelmäßig an einem bestimmten Wochentag ins Theater gehen möchten.
Das Theaterabonnement hat einen hohen Stellenwert im Theaterbetrieb, da es die Auslastungs- und Einnahmensituation eines Hauses besser planbar macht. Es dient außerdem der Kundenbindung.
Diese hat allerdings auch eine Kehrseite: Das Abo-Publikum gilt oft als konservativ und innovationsfeindlich, da es dem Haus wie auch seinem Geschmack gern über Jahre treu bleibt. In Hinblick auf die Gewinnung neuer und jüngerer Publikumsschichten kommt es hier häufig zu Konflikten über die Programmierung des Spielplans.